# Транспортувальник піддонів
Транспортувальник піддонів — пристрій, що служить для переміщення вантажів, переважно на піддонах (палетах).

## Різновиди

### Ручний гідравлічний візок

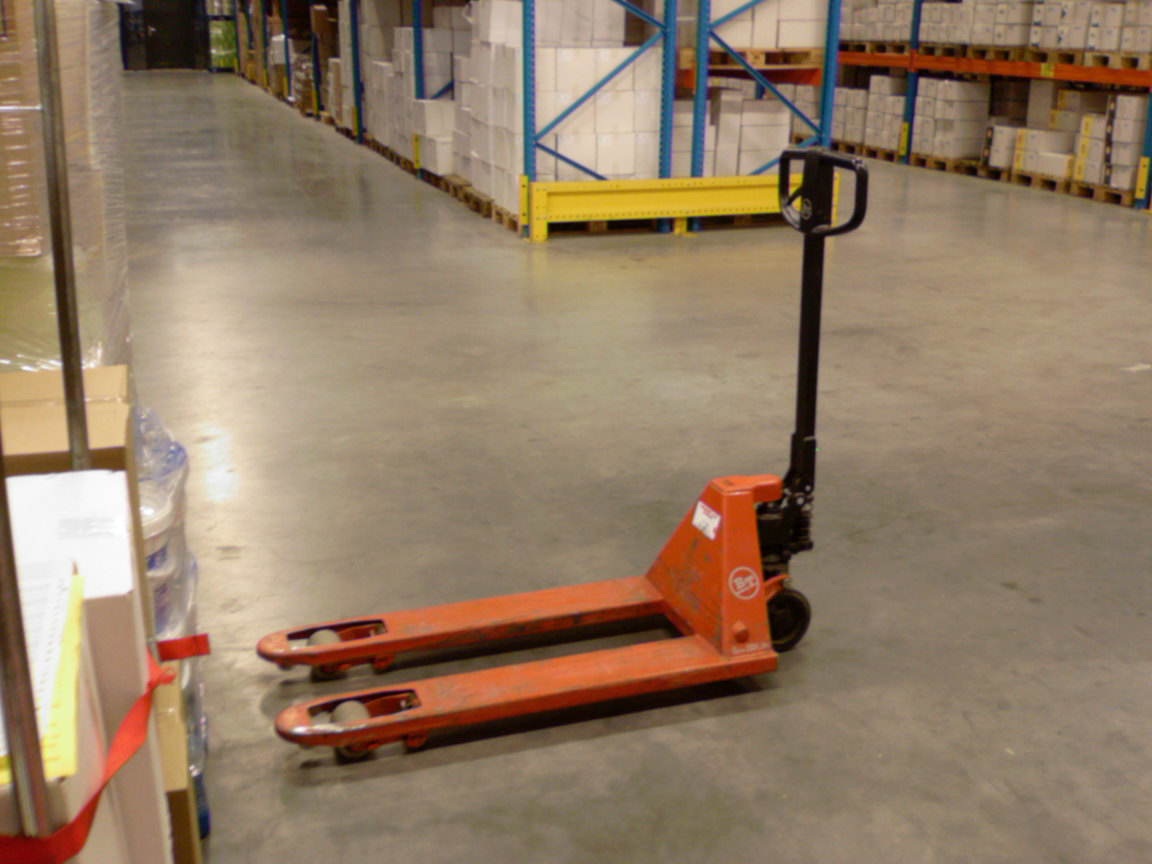
Гідравлічний візок

Гідравлічний візок — від звичайного візка відрізняється присутністю гідравлічного домкрата, який за допомогою тяги важелів підіймає чи опускає вилку візка.

### Електровізок

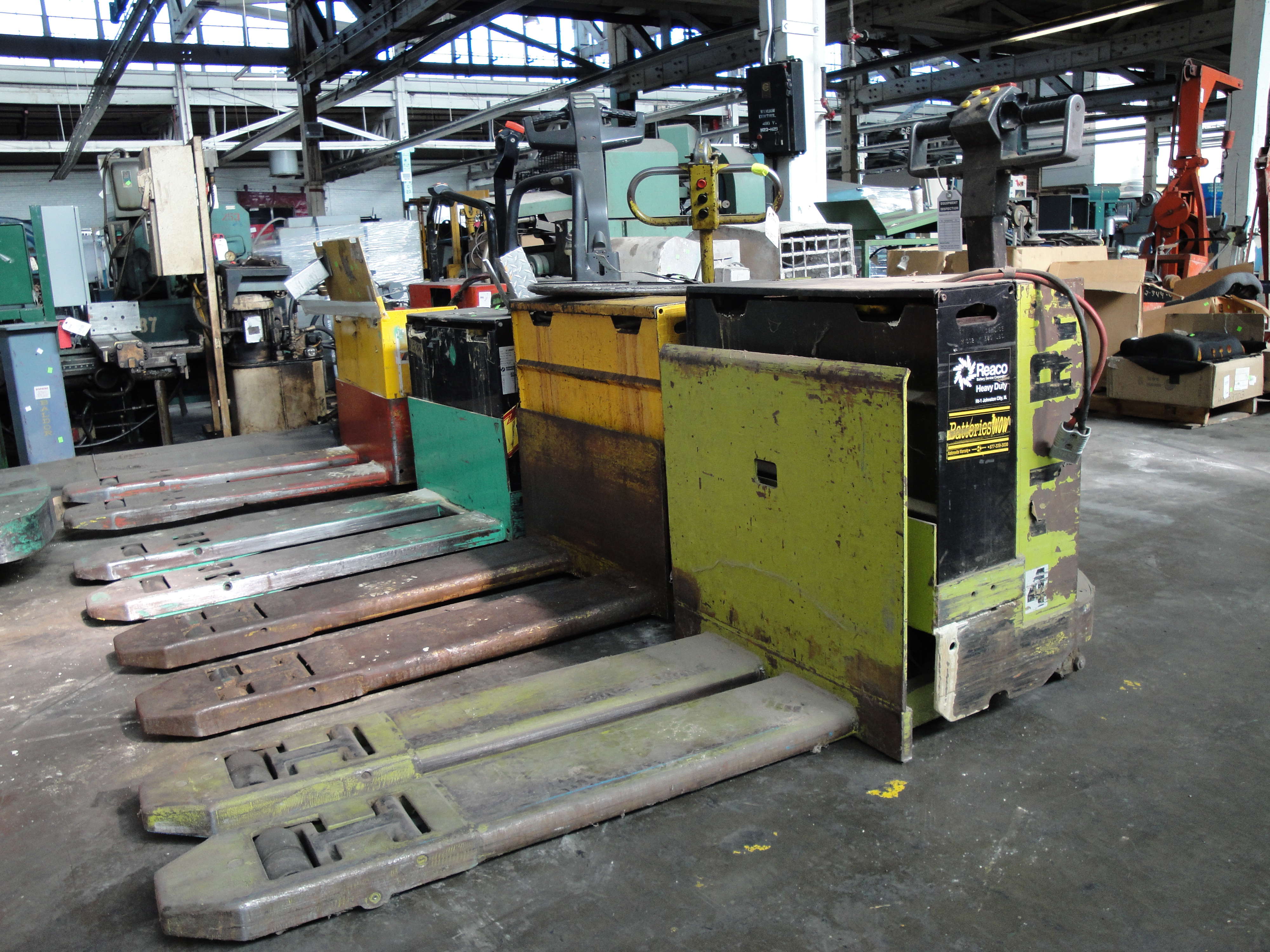
Електричний візок

Електровізок — те саме, що електрокар. Електричний самохідний візок, який використовується для перевезення вантажів на невелику віддаль у портах, на промислових підприємствах, залізничних станціях тощо
Електровізки бувають сидячі і стоячі, тобто в перших з них водій може сидіти на спеціальному кріслі. У конструкціях електричних візків використовуються колеса з пневматичними шинами. Є спеціальні шини, розташовані на візках, які, в свою чергу, використовуються в приміщеннях із забрудненою поверхнею, що руйнує колеса основою підлоги.
- Пішохідні самохідні візки;
- Електричні візки з відкидною платформою;
- Електричні візки з кабіною оператора.

### Автонавантажувач

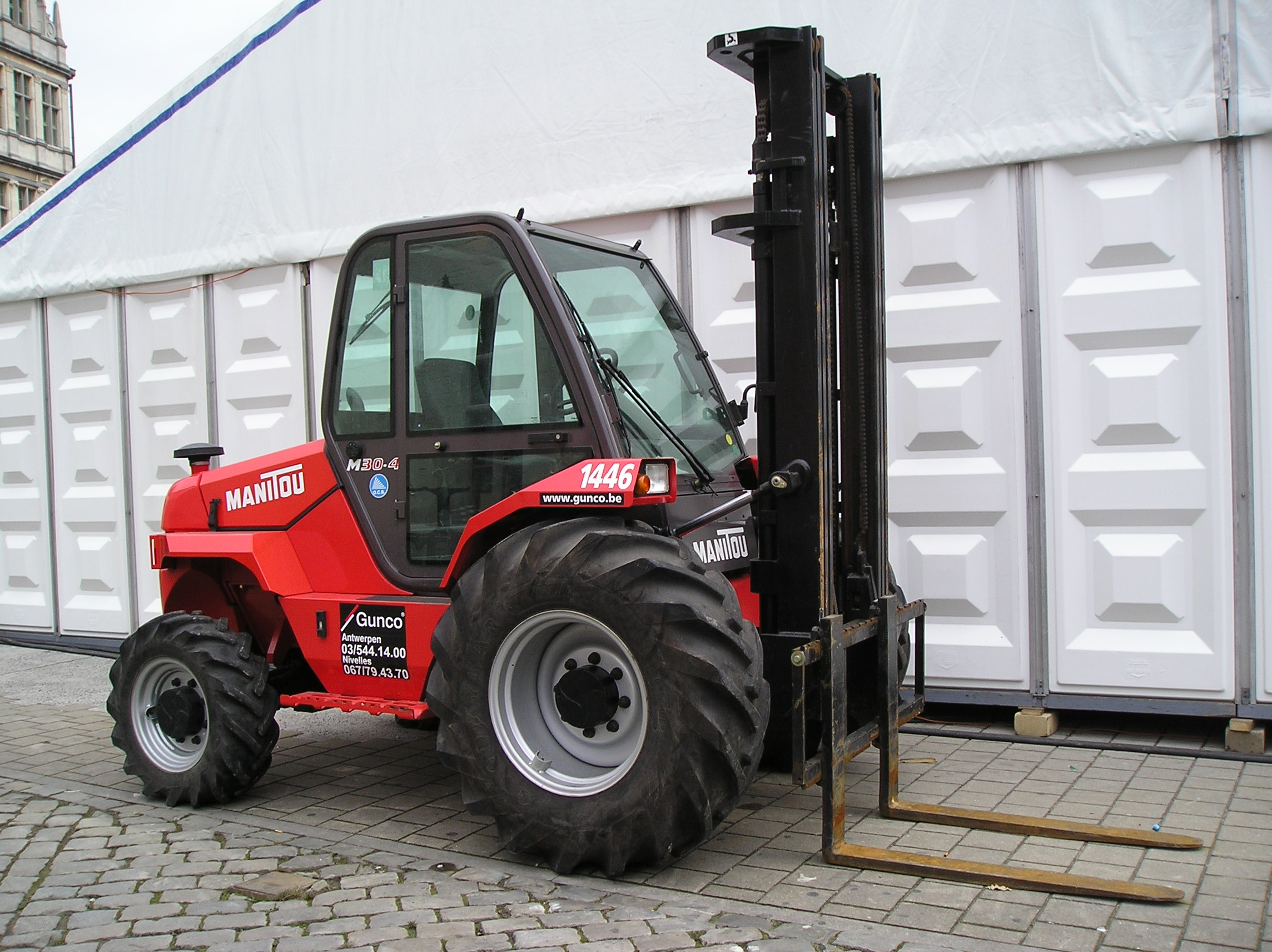
Автонавантажувач

Автонавантажувач є вантажно-розвантажувальною машиною з двигуном внутрішнього згоряння для виконання складських операцій на відкритих складах і майданчиках.

### Штабелер
Штабелер (штабелеукладач) — це транспортний засіб, обладнаний механізмом для підйому, штабелювання (зберігання й перевезення вантажів з установкою їх один на одного) або переміщення транспортних одиниць. Призначені для укладання вантажів у стелажі (штабелі) у кілька ярусів. Штабелери є необхідним устаткуванням для будь-якого складу, де вантаж зберігається на палетах.
- Гідравлічний штабелер;
- Електричний штабелер;
- Напівелектричний штабелер.

### Ричтрак
Ричтрак (висотний штабелер) — одна з найскладніших, але в той же час і високопродуктивних внутрішньоскладських машин. Працюють від акумуляторної батареї. Вона забезпечує високі швидкості підйому і пересування до 12 км/ч, здатна піднімати піддони масою 1,5-2,5 т. Фактично стандартом класу є подвійна телескопічна щогла з вільним підйомом і каретка з боковим зміщенням вил. Як і у навантажувачів, у них обов'язково є функція нахилу вантажопідйомника.